# Melanotus hartii
Melanotus hartii är en svampart som beskrevs av Ammirati 1979. Melanotus hartii ingår i släktet Melanotus och familjen Strophariaceae.   Inga underarter finns listade i Catalogue of Life.